# Волково (Желєзногорський район)
Волково (рос. Волково) — село в Желєзногорському районі Курської області Російської Федерації.
Населення становить 170 осіб. Входить до складу муніципального утворення Вовковська сільрада.

## Історія
Населений пункт розташований на території українського етнічного та культурного краю Східна Слобожанщина.
Від 2004 року входить до складу муніципального утворення Вовковська сільрада.

## Населення
| 1853 | 1866  | 1877  | 1897  | 1926  | 1979 | 2002 |
| ---- | ----- | ----- | ----- | ----- | ---- | ---- |
| 1099 | ↘1031 | ↗1097 | ↗1465 | ↘1319 | ↘545 | ↘211 |
| 2010 |       |       |       |       |      |      |
| ↘170 |       |       |       |       |      |      |